# Tanyodes rufitibia
Tanyodes rufitibia är en fjärilsart som beskrevs av Felder, Felder och Alois Friedrich Rogenhofer 1873. Tanyodes rufitibia ingår i släktet Tanyodes och familjen Thyrididae. Inga underarter finns listade i Catalogue of Life.